# Aljamahiriya TV
Aljamahiriya TV était la principale chaîne de télévision d'état libyenne, gérée par l'Office général de la radio et de la télévision libyenne, une société dépendante du ministère de l'information de la Jamahiriya arabe libyenne.

## Présentation
Son nom faisait référence au néologisme « Jamahiriya », une expression forgée par le colonel Mouammar Kadhafi et traduisant l'idée d'« État géré par les masses », c'est-à-dire, officiellement, de démocratie directe. 
Utilisée comme « tribune » par le gouvernement pendant la Guerre civile de 2011, la chaîne fut prise d'assaut par les rebelles du CNT le 22 août 2011, au moment de leur offensive sur Tripoli ; elle cessa d'émettre le même jour, vers 16h.
Le 30 décembre 2011, Aljamahiriya TV a recommencé à émettre des émissions de propagande kadhafiste via le satellite Nilesat, propriété des autorités égyptiennes. Abdallah Naker, chef du conseil des rebelles de Tripoli, a aussitôt adressé des menaces au gouvernement égyptien. Les responsables de Nilesat ont nié pour leur part avoir permis la diffusion de ce programme et Aljamahiriya TV a à nouveau cessé d'émettre.

## Programmes
La chaîne Aljamahiriya diffusait essentiellement des débats, des émissions culturelles et des bulletins d'informations. Une large place était laissée à la politique officielle libyenne et aux activités gouvernementales, avec la retransmission en direct des sessions du « Congrès Populaire », des discours du « Guide de la Révolution » (fonction officielle du colonel Kadhafi) et des lectures du Livre Vert, ouvrage écrit par le dirigeant libyen, publié en 1975. 
Jusqu'à la fin des années 2000, les émissions commençaient le matin et se terminaient le soir par la lecture de versets du Coran et par la diffusion de l'hymne national, avant de laisser place à une mire et à la radio nationale. Les programmes ont ensuite été diffusés 24 heures sur 24.
Aljamahiriya TV était diffusée sur le réseau hertzien libyen ainsi que dans l'ensemble du monde arabe via le satellite Arabsat — Badr 6. Une version internationale de la télévision d'état libyenne, Jamahiriya Satellite Channel, était diffusée par satellite en Afrique du Nord, Proche et Moyen-Orient et Amériques grâce à plusieurs satellites. Elle le fut également en Europe via le satellite Hot Bird de 1997 à 2011.

## Identité visuelle

### Logos

Logo de la chaîne
Logo de Jamahiriya Satellite Channel, déclinaison internationale d'Aljamahiriya TV